# 27960 Dobiáš
(27960) Dobiáš, denumire internațională (27960) Dobias, este un asteroid din centura principală de asteroizi.

## Descriere
27960 Dobiáš este un asteroid din centura principală de asteroizi. A fost descoperit pe 21 septembrie 1997 la Observatorul din Ondřejov de Lenka Šarounová. Asteroidul prezintă o orbită caracterizată de o semiaxă mare de 2,69 ua, o excentricitate de 0,17 și o înclinație de 12,2° în raport cu ecliptica.